# 커즈와일 뮤직 시스템스

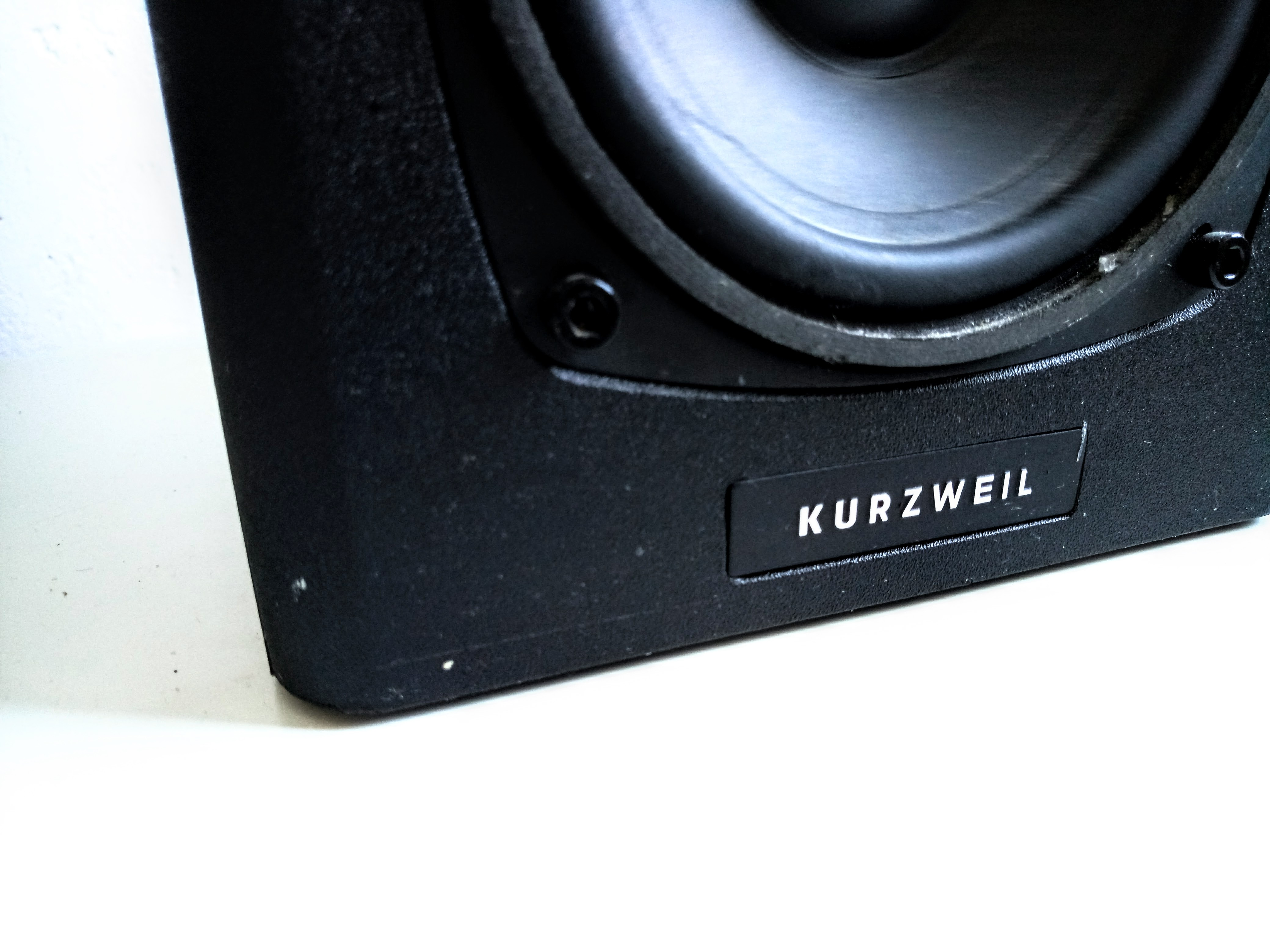

커즈와일 뮤직 시스템스(Kurzweil Music Systems)은 전자 음악의 악기들을 생산하는 회사이다. 이 회사는 레이몬드 커즈와일에 의해 1982년 설립되었고, 다양한 기술들을 활용하여 음악 작업 목적으로 적응시켰다. 1983년 첫 번째 악기 K250을 출시하였다.

## 회사 개요
커즈와일 뮤직 시스템스는 전문가들과 일반인들을 위한 전자 음악의 악기들을 생산하는 회사이다.
시각장애인들을 위한 독서 기계 개발자인 레이몬드 커즈와일에 의해 1982년 설립되었고, 원래 독서 기계를 위해 디자인된 다양한 기술들을 활용하고 음악적 목적에 적응시켰다.1983년 첫 번째 악기 k250을 출시하였고, 지속적으로 새로운 악기들을 생산 중이다.
커즈와일은 1990년 영창악기에 인수되었으며, 2006년에는 현대산업개발이 영창악기를 인수하였다. 2007년 1월 레이몬드 커즈와일을 커즈와일 뮤직 시스템스의 최고 전략 책임자로 임명하였다.